# Tomomingi nywele
Tomomingi nywele är en spindelart som beskrevs av Szüts, Scharff 2009. Tomomingi nywele ingår i släktet Tomomingi och familjen hoppspindlar. Inga underarter finns listade i Catalogue of Life.